# Rajolar de Bauset
Rajolar de Bauset,  era una antigua fábrica de ladrillos que comenzó a funcionar en 1924,propiedad del matrimonio formado por Francisco Bauset Moltó y Teresa Masiá Miralles. Se encuentra situado el municipio de Paiporta en la provincia de Valencia perteneciente a la Comunidad Valenciana, España. Está catalogado como Bien Inmueble de Etnología (BIE)

## Historia
El Rajolar de Bauset, también llamado fábrica de baldosas y tejas El Pilar, tiene su origen en el auge de l sector de la construcción en Valencia y las poblaciones vecinas, en los años 20 del siglo XX. La fábrica  fue construida en 1924 por Ambrosio y Abelardo Martínez, vecinos de Paiporta.
Su ubicación en aquel momento era a ls afueras de Paiporta, aunque actualmente ya ha sido absorbida en el casco urbano de la población.
Ocupaba una área de unos 9520 metros cuadrados, donde se incluía los terrenos de extracción de la arcilla para su producción, construcciones de dos naves donde se almacenaba los materiales y dos hornos uno de tipo moruno y otro de tipo Hoffmann.
La fábrica se mantuvo en activo de manera intermitente a lo largo de los años bajo la dirección de los Bauset-Olcina. En 1965 se alquiló y pasó a denominarse Ceràmica Valenciana, hasta la década de los 90 cuando el Ayuntamiento de Paiporta  adquirió la fábrica ya en desuso para su posterior rehabilitación y transformación en un espacio cultural que ubicaría finalmente el Museo de la Rajoleria de Paiporta.

## Descripción
La fábrica estaba compuesta por diversos espacios:
- El terruño: lugar de donde se extraía la arcilla para modelar las baldosas y tejas;
- Las balsas : dos grandes balsas de agua que, a su vez, alimentaban otras más pequeñas;
- Las eras: espacio al aire libre donde los obreros pastaban y modelaban las baldosas y las tejas;
- Los secadores: dos construcciones con techumbre a doble vertiente situadas a ambos lados del horno y destinadas a almacenar los materiales antes y después de la cocción;
- El horno: horno de sección continua diseñado por el ingeniero Friedrich Eduard Hoffmann y que empezó a generalizarse en España durante la primera década del siglo XX. Constaba de una nave más pequeñas que dan a las fachadas laterales de la edificación, y la superior, con cubierta a doble vertiente destinada al control y la alimentación del ladrillar;
- La chimenea: construida por Abelardo Martínez, constituía el tiro del horno. Presentaba forma octogonal y 37 metros de altura. Se construyó en 1921 y el Ayuntamiento de Paiporta celebró en diciembre de 2021 el centenario de su construcción.[7]

En 1997 comienza la rehabilitación de la fábrica. La parte superior ha sido reconstruida siguiendo la estructura original con cubierta a dos vertientes sobre estructura de vigas de madera y tirantes de hierro con entabacado y teja árabe.